# Chris Calloway
Chris Calloway (Los Angeles, 21 september 1945 - Santa Fe, 7 augustus 2008) was een Amerikaanse jazz-zangeres.
Calloway, de dochter van de beroemde orkestleider en zanger Cab Calloway (Hi-de-Ho), begon haar loopbaan naast haar vader met wie ze een duet zong in de Ed Sullivan-show. Ze zong zo'n twee decennia in het orkest van pa, tot zijn overlijden in 1995. Ook trad ze met hem en Pearl Bailey op in een Broadway-versie van 'Hello, Dolly!'. In de periode 1993-1995 speelde ze bovendien de rol van Billie Holiday in het theaterstuk "Lady Day". Ze trad op in La Posada de Santa Fe Resort & Spa en gaf een serie concerten in de Esperitu Canyon Road, waarvan een live-album verscheen. In 2001 had ze, ook in Santa Fe, een programma over haar eveneens beroemde tante, Blanche Calloway: Clouds of Joy: The Spiritual Journey of Blanche Calloway. In dat jaar formeerde ze ook een hernieuwd Hi-de-Ho-Orchestra, waarmee ze lange tijd toerde. Vlak voor haar overlijden had ze een trio, waarmee ze songs vertolkte die haar peetmoeder Lena Horne met succes had gezongen. Ze ging met dat trio door, ook nadat bij haar borstkanker was vastgesteld. Hieraan is ze uiteindelijk overleden.

## Discografie
- Chris Calloway Live at Espiritu, Emphasis Music, 2000
- Celebration of a Legacy, Emphasis Music, 2009
- Sings the Lena Horne Songbook, Emphasis Music, 2009

- International Standard Name Identifier: 0000 0000 4546 5718
- Library of Congress Control Number: nr00025721
- MusicBrainz: 6c6f4588-d0a8-4bca-8d82-a0cf64b3aa0f
- Virtual International Authority File: 12147199
- WorldCat: E39PBJkTcgGQCMWjDryYVVB3wC